# Walvis Bay
Walvis Bay (tiếng Afrikaans: Walvisbaai, tiếng Đức: Walfischbucht hay Walfischbai, tất cả đều có nghĩa là "vịnh cá voi") là một thành phố ở Namibia và cũng là tên của cảng mà nó nằm cạnh. Thành phố có khoảng 100.000 dân.
Cảng này là một bến tàu an toàn vì nó là cảng nước sâu tự nhiên, được che chắn bởi mũi nhô Pelican Point, là cảng tự nhiên tuy nhất dọc theo toàn vùng duyên hải Namibia. Vùng biển nơi này giàu về sinh vật phù du và các sinh vật biển khác, thu hút một số lớn cá voi trơn phương nam.
Người Hà Lan gọi nó là Walvisch Bay, rồi đổi thành Walfish Bay, thành Walvish Bay, và cuối cùng là Walvis Bay. Nó còn có tên Walwich Bay và Walwisch Bay. Người Herero trong khu vực gọi nó là Ezorongondo.